# سانتا فلافيا
سانتا فلافيا (بالإيطالية: Santa Flavia)‏ هي بلدية في مقاطعة باليرمو في صقلية الإيطالية.

## السكان
في سنة 1861 بلغ عدد السكان 3٬145 نسمة، وتطور العدد ليصل في سنة 2011 لـ 10٬751 نسمة.
يظهر هذا المخطط البياني تطور النمو السكاني لـ سانتا فلافيا

## توأمة
لسانتا فلافيا اتفاقيات توأمة مع:
- أونداروا